# Прапор Чорногорії

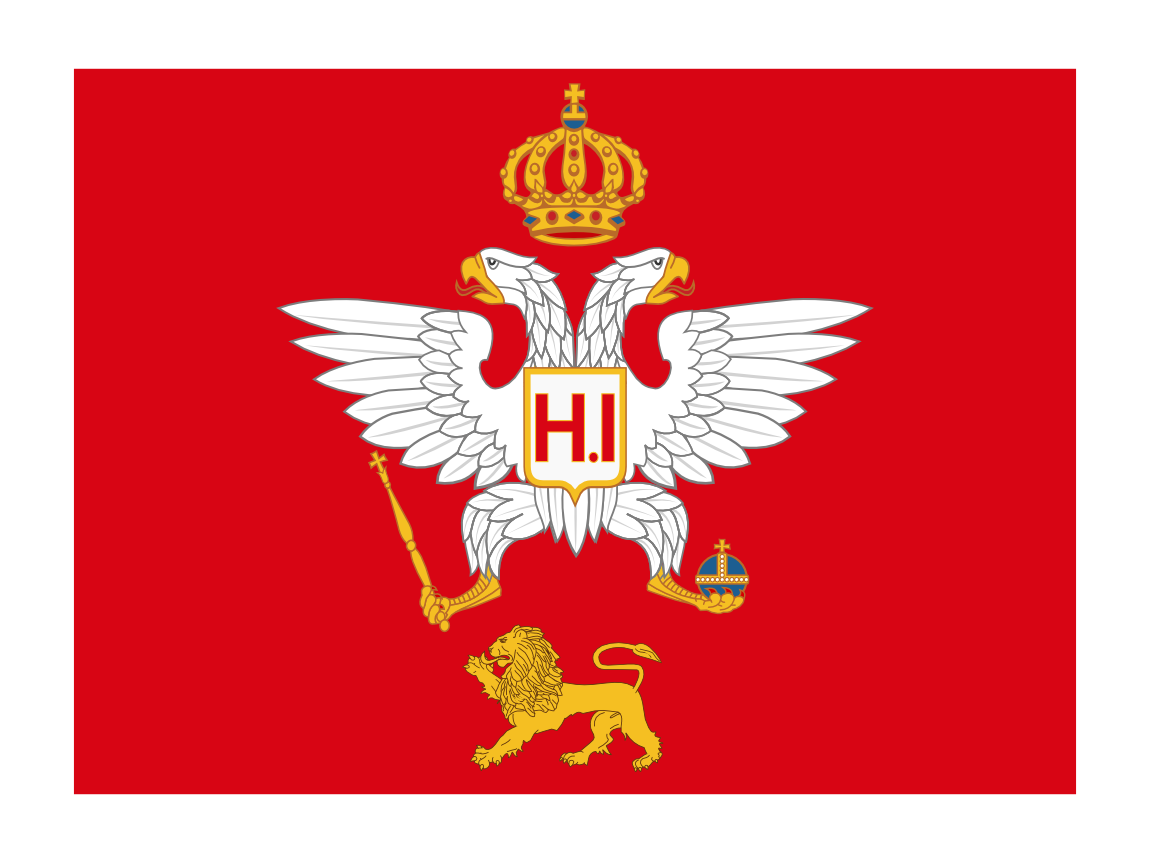
Військовий прапор Чорногорії до 1852 року

Державний прапор Чорногорії (чорн. Zastava Crne Gore) був прийнятий 2004 р. і є прямокутним полотнищем червоного кольору зі співвідношенням сторін 1:2, в центрі якого зображений герб Чорногорії.
Прапор є варіантом військового прапора Чорногорії, що використовувався до втрати Чорногорією незалежності в 1918 році.
Під час референдуму 2006 р. прапор став символом руху до незалежності Чорногорії, яка тоді була частиною союзу із Сербією.
З 1945 прапор Соціалістичної Республіки Чорногорія мав ті самі барви що й сербський, але мав в центрі червону зірку. Після одержання незалежності в 1993, в союзі з Сербією також використовувався прапор подібний до сербського, але він мав співвідношення сторін 1:3, а традиційний синій колір був змінений на блакитний, щоб відрізняти прапор від сербського.

## Історичні прапори

Прапор Союзної Республіки Чорногорія (1993-2004)
Прапор Соціалістичної Республіки Чорногорія
Королівство Чорногорія (1905-1918/21)